# Dao

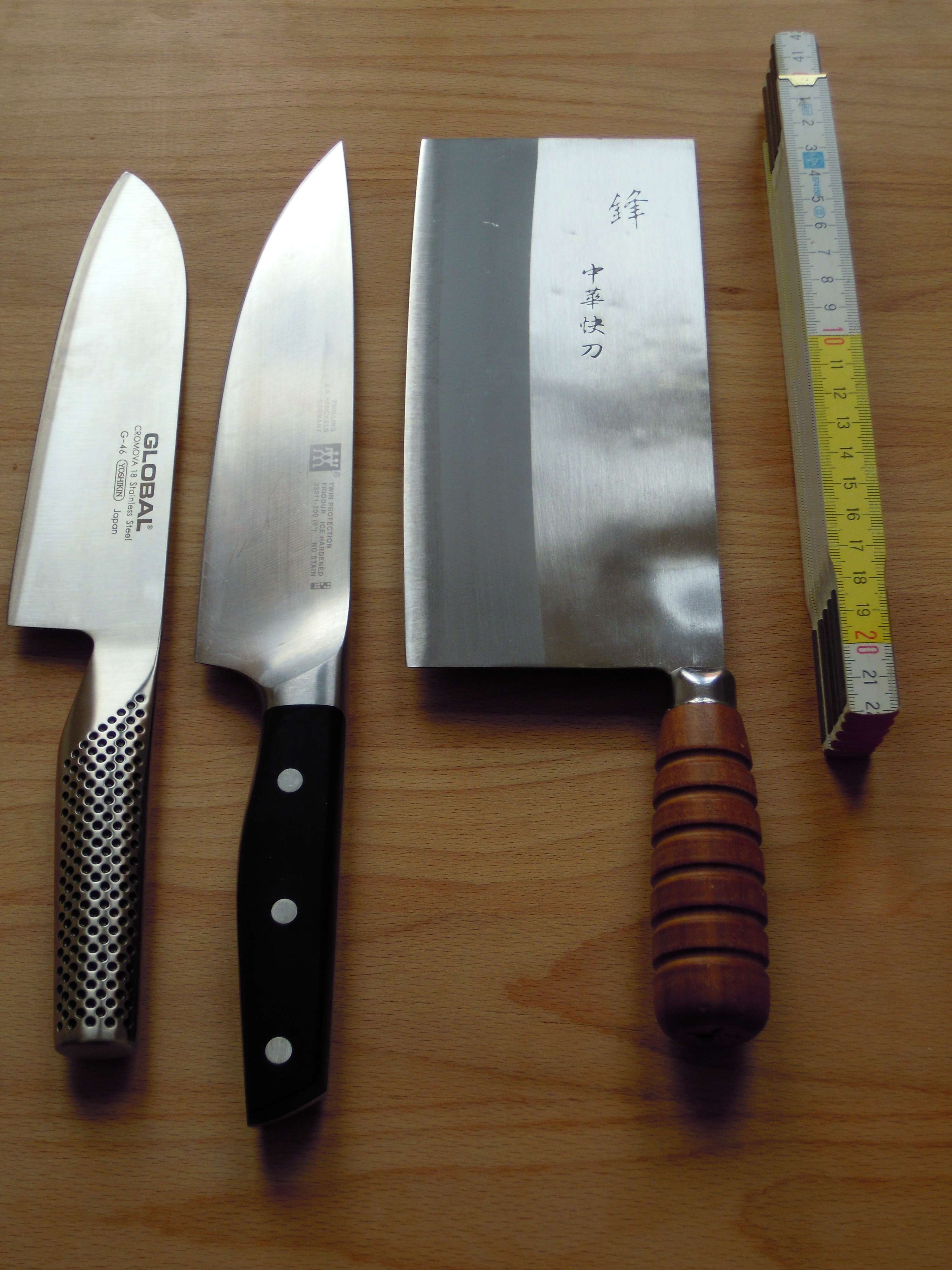
Bộ dao bếp

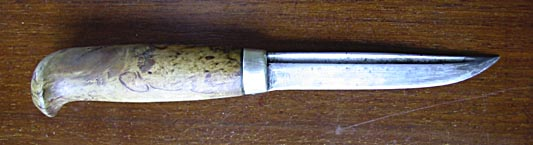
Một con dao

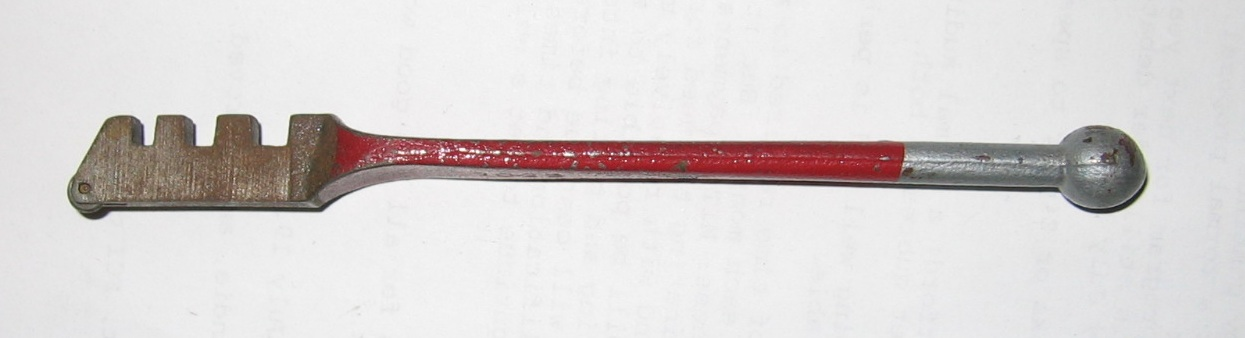
Dao cắt kính dùng kim cương

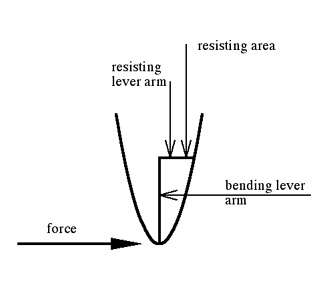
Kết cấu cắt của dao

Dao là một loại công cụ cầm tay có cạnh sắc gồm có lưỡi dao gắn vào chuôi dao, dùng để cắt gọt, có nguồn gốc từ hơn 2 triệu năm trước. Dao đa số được sử dụng trong nhà bếp (dao bếp), làm vườn, thám hiểm (dao sinh tồn). Ngoài ra dao dùng làm vũ khí trong quân đội hoặc làm đồ dùng tự vệ cá nhân trong trường hợp khẩn cấp. Trong tiếng Việt, "dao" là một trong rất ít các danh từ chỉ đồ vật mà danh từ chỉ loại đi kèm là "con" (mạo từ thường dùng cho danh từ chỉ động vật), thay vì "cái" (mạo từ thường dùng cho danh từ chỉ những gì không phải động vật).
Dao thường có kích thước mỏng, độ sắc cao, dùng để cắt, đâm hay chém. Ngoài ra nhiều loại dao còn có thể dùng để cưa, cắt hoa quả dày vỏ, hoặc chuôi dao còn dùng để đập phá. Trong y học dao được dùng để phẫu thuật. Trong ngành cơ khí chế tạo, các công cụ cắt gọt cũng được gọi là dao cắt, tuy nhiên chúng có hình dạng khác với dao thông thường. Ngày xưa người ta thường làm dao bằng sắt, thép, đồng, thậm chí cả bạc hay vàng. Ngày nay lưỡi dao đa số làm từ hợp kim pha chế để tăng độ cứng và bền cho dao, chuôi dao thường được làm từ gỗ, cao su, nhựa hoặc kim loại. Một số loại dao đắt tiền có chuôi dao và lưỡi dao liền khối, tuy nhiên chuôi dao vẫn được bọc thêm lớp bên ngoài. Dao có nhiều loại lưỡi theo tiêu chuẩn khác nhau để dùng cho các mục đích riêng biệt.

## Tương tự
- Kéo
- Kiếm
- Đao phủ
- Thương
- Giản
- Máy dao
- Máy xén